# Roby Facchinetti
Camillo Facchinetti, detto Roby (Bergamo, 1º maggio 1944), è un cantautore, compositore e tastierista italiano, noto principalmente per essere tastierista e voce dei Pooh.
Entrato nel complesso dopo pochi mesi dalla sua fondazione, sostituendo l'organista inglese Guilbert "Bob" Gillot, con i Pooh ha firmato alcuni dei più grandi successi discografici italiani come Piccola Katy (1968), Tanta voglia di lei e Pensiero (1971), Noi due nel mondo e nell'anima (1972), Parsifal (1973), Dammi solo un minuto (1977), Chi fermerà la musica (1981), Uomini soli (1990), La donna del mio amico (1996), Dimmi di sì (1999) e Dove comincia il sole (2010).

## Biografia
Camillo Facchinetti nasce il 1º maggio 1944 a Bergamo e trascorre l'infanzia nel luogo natio, una cascina ad Astino, quartiere periferico di Bergamo. Eredita dalla madre la passione per la musica classica. Il nonno è compositore e direttore di coro. 
Il primo approccio con la musica avviene prestissimo, all'età di quattro anni, quando, a orecchio, comincia a suonare un'armonica a bocca. Seguono lo studio della fisarmonica a otto anni e del pianoforte a dieci. All'età di undici anni, inizia a comporre i primi brani e questa attitudine lo porterà a far parte di numerosi complessi musicali nella seconda metà degli anni Cinquanta e nella prima dei Sessanta.

## Carriera

### Esordi
Il suo primo sodalizio, I Monelli, vede la luce nel 1958; il complesso si esibisce nelle balere della provincia. Dopo una lunga gavetta, il quartetto si esibisce al Grand Hotel di Rimini. In seguito, Facchinetti incontra Paolo Bacilieri, cantante e gestore de "La Stalla", un rinomato locale di Riccione. Il risultato dell'audizione è l'ingaggio della durata di venti giorni nel locale; è questo l'inizio di una collaborazione poi rinnovata per tutta la stagione grazie al successo e ai consensi ottenuti.
Passato nel 1964 al gruppo Pierfilippi e Les Copains, Roby gira l'Italia, fin quando una sera allo "Sporting Club" di Bologna, agli inizi del 1966, l'orchestra Pierfilippi suona anticipando il concerto dei Pooh (che sono l'attrazione). Al termine dell'esibizione, a Roby viene proposto di entrare nella formazione dei Pooh al posto di Bob Gillot.

### Pooh
Nel 1966 i Pooh sono ancora un complesso "beat" che ha da poco cambiato gli assetti, dopo i primi cinque anni dilettantistici col nome 'Jaguars', quando il giovane Facchinetti, l'8 maggio di quell'anno, fa il suo ingresso nell'organico.
Assume in fretta un ruolo preponderante nel complesso: diventa subito il compositore della maggior parte dei brani; è della coppia "Facchinetti-Negrini" la prima delle canzoni inedite dei Pooh dal titolo Brennero '66, presentata per la prima volta con scarso successo al "Festival delle Rose" del 1966 (oltre a esserne l'autore, Roby ne è anche l'interprete). Il brano subisce la censura della Rai, e gli autori sono sollecitati a cambiare il titolo e modificare il testo, pena l'estromissione dal concorso. Diventa così "Le campane del silenzio", in un'esibizione radiofonica disturbata da problemi tecnici che non ne permettono l'ascolto: la canzone si classifica all'ultimo posto.
Fino al 1971 la composizione musicale passa tutta per le sue mani, anche se le voci soliste sono soprattutto di Riccardo Fogli e Dodi Battaglia. Durante il periodo Vedette Roby si toglie la soddisfazione di cantare, in coppia con Negrini, in La fata della luna del 1969 (già pubblicata l'anno precedente nel disco Contrasto con il titolo La leggenda della Luna cantata esclusivamente da Roby). Si riconosce la voce di Facchinetti in altri brani del periodo del medesimo periodo come Per quelli come noi, Il cane d'oro, Mr. Jack e altri ancora. Nel primo album pubblicato dai Pooh con la nuova casa discografica CBS, nel 1971, Roby è l'unico autore delle musiche e si limita a cantare una delle strofe finali del brano Opera prima.
Con i testi di Valerio Negrini compone Tanta voglia di lei, Pensiero, Noi due nel mondo e nell'anima, Nascerò con te, Quando una lei va via, Io e te per altri giorni, Infiniti noi, Parsifal.
Dal 1972, con l'uscita di Alessandra (album e canzone dedicati alla neonata bimba di casa Facchinetti), dietro la spinta del produttore Lucariello, anche Dodi Battaglia comincia a proporsi come autore delle musiche. Pur cantando nel singolo Cosa si può dire di te, in Mio padre, una sera, e alternandosi con Dodi in La nostra età difficile la voce di Roby è ancora in secondo piano, sovrastata da quella di Riccardo e poi di Dodi.
Nell'album Parsifal, che consacra la formazione storicamente più stabile del quartetto, Roby si ritaglia alcune parti vocali in Lei e lei (scritta però da Dodi Battaglia), L'anno, il posto, l'ora e Solo cari ricordi, alternandosi con Dodi e Red nel cantato delle ultime due. Inoltre, in questo album comincia a manifestare anche abilità compositiva di brani strumentali, chiaramente evidente nel brano "Parsifal" e confermata negli anni a venire in altri simili come "Il tempo, una donna, la città", "Padre del fuoco, padre del tuono, padre del nulla", "Il ragazzo del cielo", "Viva", "Grandi speranze", "Il giorno prima", "Puoi sentirmi ancora" e "Dove comincia il sole".
Con l'uscita del singolo "Per te qualcosa ancora", la voce principale del gruppo diventa Roby, che interpreta successivamente i brani di maggior successo del decennio, partendo da "Linda", "Pierre", "Dammi solo un minuto", "Cercami" (in coppia con Dodi) e "Ci penserò domani".
Negli anni settanta, la coppia Facchinetti-Negrini continua a costituire il pilastro creativo, ma il ruolo di Roby come compositore viene affiancato da quello di Red Canzian e Dodi Battaglia (parallelamente, i testi delle canzoni iniziano a esser affidati con maggior frequenza non solo a Valerio Negrini, ma anche a Stefano D'Orazio).
Il suo ruolo di leader vocale continua per tutti gli anni ottanta e si conferma in occasione della vittoria sanremese del 1990, dove a Roby vengono affidati i potenti ritornelli del pezzo Uomini soli.

### Oltre i Pooh
Nel 1978 scrive la musica del brano Amor mío, cómo estás? (con testo di Valerio Negrini), contenuta nel singolo omonimo di Miguel Bosé.
Nel 1982 suona il piano acustico nel brano Passo dopo passo, nell'album omonimo di Delia Gualtiero.
Nel 1984 esce "Roby Facchinetti", album solista inciso con musicisti inglesi e l'orchestra sinfonica di Monaco. 
Nel 1985 scrive le musiche dei brani Innamoratevi come me, Nel mio cuore e in altre isole, Nati per vincere, C'è ancora cielo, Prima che il mattino arrivi, contenuti nell'album di esordio Lena Biolcati, della cantante omonima.
Nel 1989 scrive la musica del brano Raccontami, contenuto nell'album La luna nel cortile, di Lena Biolcati.
Nel 1990 scrive la musica del brano Amori, con il quale Lena Biolcati partecipa al Festival di Sanremo.
Tra il 1990 e 1993 scrive vari brani per Marcella Bella, Lena Biolcati, Fiordaliso e Irene Fargo.
Nel 1991 scrive la musica e interpreta il brano Saprai, in coppia con Fiordaliso, contenuta nell'album Il portico di Dio, di quest'ultima; inoltre sempre quell'anno, scrive le musiche dei brani Sotto il vulcano e Amici (con testi di Valerio Negrini), contenuti nell'album Sotto il vulcano, di Marcella Bella.
Nel 1992 scrive le musiche dei brani Cosa mai farò e Questa vita cosa vuole da me (con testi di Franco Ciani), contenuti nell'album Io ci sarò, di Fiordaliso.
Nel 1993 esce Fai col cuore, il secondo album solista registrato con un'orchestra sinfonica, più introspettivo rispetto al precedente.
Nel 1993 scrive le musiche dei brani Non sei così, Ma quando sarà e Qualcuno come me contenuti nell'album Labirinti del cuore di Irene Fargo.
Nel 2002 è in gara al 45º Zecchino d'Oro con il brano: "Marcobaleno".
Nel 2007 partecipa alla 57ª edizione del festival di Sanremo, al fianco del figlio Francesco, con il brano "Vivere normale", centrata sul tema dell'amore e del rapporto filiale. Dopo la prima esibizione, però, i due vengono aspramente criticati dall'esperto Mario Luzzatto Fegiz in occasione del dopo-festival. Nonostante tutto i due si classificano all'ottavo posto.
Scrive la colonna sonora del film-documentario su Leonardo Da Vinci, Leonardo chi?, presentato al Festival del cinema 2010 a Roma. 
Pubblica il terzo album da solista nel 2014: intitolato Ma che vita la mia contiene anche un duetto con il soprano torinese Valeria Caponnetto Delleani (figlia di Silvana Aliotta) nella canzone Poeta, dedicata a Valerio Negrini. Il 27 marzo l'album esordisce al primo posto della classifica dei più venduti in Italia.. All'uscita dell'album segue una tournée che tocca le principali città italiane.
Nel 2015 è coach, insieme al figlio Francesco, del talent show The Voice of Italy, che vincono con Fabio Curto.
Il 3 novembre 2017 è uscitoil disco Insieme, realizzato in coppia con Riccardo Fogli.
Nel 2018 partecipa al Festival di Sanremo in coppia con Riccardo Fogli, con il brano Il segreto del tempo (musica di Roby Facchinetti, testo di Pacifico), piazzandosi in finale al 18º posto.
Nel marzo 2020, durante l'epidemia di COVID-19 in Italia, scrive il brano Rinascerò, Rinascerai, con le parole del collega Stefano D'Orazio. La canzone, arrangiata da Danilo Ballo, in pochi giorni viene messa a disposizione sulle piattaforme digitali. Tanto SIAE quanto Sony Music devolveranno tutti i diritti in favore dell'ospedale Papa Giovanni XXIII di Bergamo. Questo brano è inoltre il primo singolo del triplo album Inseguendo la mia musica.
Nel settembre 2020 pubblica il brano Fammi volare, sempre con le parole del collega Stefano D'Orazio, come secondo singolo dell'album, la cui pubblicazione è avvenuta il 25 settembre.
Nel 2020 partecipa nel film Un figlio di nome Erasmus, dove interpreta sé stesso cantando il brano Pensiero.
Il 28 marzo 2025 viene pubblicata l'opera-prog Parsifal - L'uomo delle stelle, su testi di Stefano D'Orazio e Valerio Negrini.

## Vita privata
Nel 1970 sposa Mirella Costa e dalla loro unione nascono due figlie, Alessandra (1972), oggi stilista (a cui è dedicato l'album omonimo dei Pooh uscito nello stesso anno della sua nascita) e Valentina (1977). Nel 1979 si separa dalla moglie e convive per alcuni anni con Rosaria Longoni, unione dalla quale nasce Francesco (1980), divenuto disc jockey, cantante ed imprenditore. A seguito del termine della relazione con la Longoni, nel 1986 conosce Giovanna Lorenzi, che sposa nel 1989 e con la quale ha altri due figli: Roberto (1987) e Giulia (1991).
Si professa cattolico.
È tifoso dell'Atalanta.

## Strumentazione
Noto, come tutti i Pooh, per la continua ricerca di strumenti all'avanguardia per rendere sempre attuali le sonorità del gruppo, Roby Facchinetti ha alcuni primati nell'utilizzo di alcuni strumenti in Italia: il più importante è sicuramente il sintetizzatore Moog, nelle varianti Polymoog e Minimoog, comprate nel laboratorio di Londra nel 1972 direttamente dal loro inventore Robert Moog, di cui Facchinetti fu uno dei primi utilizzatori italiani (il suo suono, allora particolarissimo, si poteva avvertire nell'intro del celebre brano dei Pooh Noi due nel mondo e nell'anima). Oltre a essere stato un assiduo utilizzatore dell'organo Hammond o dei famosi prodotti Fairlight, Oberheim, Fender Rhodes e Korg, suona tuttora prestigiosi modelli di tastiere master Roland e Yamaha o pianoforti Petrof e Steinway & Sons.
È l'unico italiano a possedere uno dei pochissimi Steinway "imagine series" prodotti per il settantesimo anniversario di Lennon.
Oltre al pianoforte ed alla tastiera, suona la fisarmonica e l'armonica a bocca.

## Discografia

### Album in studio
- Roby Facchinetti (LP) (CGD 20395) (1984); ristampa (LP) (903177229)
- Fai col cuore (CD) (CGD 4509 94118) (1993)
- Ma che vita la mia (CD) (Carosello Records) (2014)
- Insieme (CD, LP) (Sony Music) (2017) in coppia con Riccardo Fogli
- Inseguendo la mia musica (CD, LP) (Sony Music) (2020)
- Symphony (2 CD, 3 LP) (Sony Music) (2021)
- Parsifal - L'uomo delle stelle (2 CD) (Warner Music Italy) (2025)

### Album dal vivo
- Inseguendo la mia musica (3 CD, 4 LP) (Sony Music) (2020)

### Singoli
- Quelli nati un po' in collina (45 giri promo) (CGD yd 977 1n) (1984)
- Atalanta azzurra - Atalanta azzurra (singolo) (Energy/CGD ENR 33002) (1986)
- Vivrò - Fai col cuore (cd promo) (CGD 014015490 2) (1993)
- Allelùia (cd singolo) (Buena Suerte Record BSP 1020) (2000)
- Vivere normale - Roby e Francesco Facchinetti al Festival di Sanremo (2007)
- Dea (cd singolo) (Hit rainbow 001) (2007)
- Il segreto del tempo (Vinile 7" 45 Giri) (2018)
- Rinascerò, Rinascerai (singolo) (Sony Music) (2020)
- Fammi volare (singolo) (Sony Music) (2020)
- Invisibili (singolo) (Sony Music) (2020)
- Cosa lascio di me (singolo) (Sony Music) (2021)
- L'ultima parola (singolo) (Sony Music) (2021)

### Altre registrazioni
- Saprai (1991). Registrato da Roby Facchinetti con Fiordaliso, incluso nell'album "Il portico di Dio". La versione spagnola, "Sabrás" è cantata in duetto da Fiordaliso e Riccardo Fogli.
- D'amore (2003). Scritta da Roby e Valerio Negrini per Alessandro Safina, vede la partecipazione vocale di Facchinetti nella parte finale.
- Grande Madre (2005). Brano religioso dedicato a Maria e composto da Roby e Stefano D'Orazio.

## Onorificenze
Cittadinanza onoraria di San Giuliano del Sannio (CB) - 8 ottobre 2022
Cittadinanza  onoraria di Mileto ( VV) 
- 7 Settembre 2023